# Chi Chua me đất
Chi Chua me đất (danh pháp khoa học: Oxalis) là một chi chứa khoảng 500-700 loài cây thân thảo thuộc họ Oxalidaceae. Các loài này có ở khu vực nhiệt đới và cận nhiệt đới ở cả hai bán cầu, nhưng một số loài cũng sinh sống tại vùng ôn đới.

## Mô tả

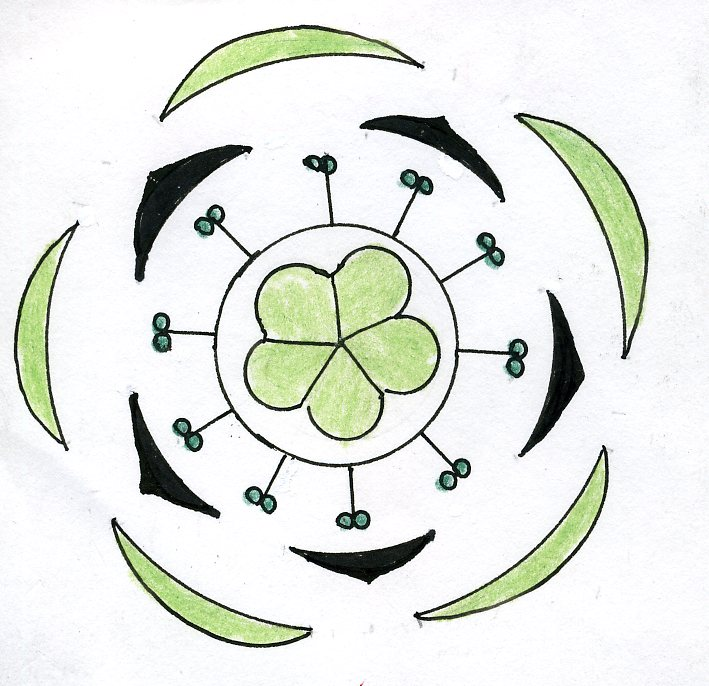
Hoa đồ của Oxalis.

Các loại cây thân thảo, sống một năm hoặc lâu năm, thường có củ, thân hành hoặc thân rễ. Thân cây mọc thẳng, leo, hoặc thiếu vắng (nơ lá sát gốc). Các lá kèm thường không có hoặc rất nhỏ, khi có thì hợp sinh với cuống lá. Lá mọc tỏa tia hay mọc so le, 3-4 lá chét. Một số loài thể hiện sự thay đổi nhanh về góc lá để phản ứng với cường độ chiếu sáng cao nhất thời để làm giảm ức chế quang hợp. Cụm hoa đơn độc hoặc xim hoa hay tán gồm 1 đến nhiều hoa mẫu 5; cuống hoa dài, với 2 lá bắc nhỏ ở đỉnh, các lá bắc xuất hiện ở giữa cuống ở các loài có hoa đơn độc. Lá đài khác biệt, xếp lợp có hoặc không có thể chai ở đỉnh. Cánh hoa nhẵn nhụi, màu vàng, đỏ, hồng hay trắng, các anthocyanin và xanthophyll có thể có hoặc không nhưng nói chung chúng ít khi đồng thời có mặt cùng nhau với số lượng lớn đáng kể, điều này có nghĩa là chỉ ít loài có hoa màu da cam tươi, vặn xoắn, đôi khi hợp sinh nhẹ tại gốc, dính liền phía trên vuốt. Mười nhị đều là hữu sinh (nhị sinh sản); chỉ nhị hợp sinh tại gốc hay khác biệt. Mỗi ngăn bầu nhụy có 1-10 lá noãn, xếp thành 2 hàng mỗi ngăn. Quả nang nứt kiểu chẻ vách ngăn theo khe nứt dọc. Hạt 1-10 mỗi ngăn, nhưng thường là ít, với một lớp vỏ dày cùi thịt, nổ tung kiểu đàn hồi.

## Các loài
Plants of the World Online liệt kê 553 loài. Danh sách một số loài dưới đây lấy theo USDA, Nesom, với sự tham khảo, hiệu đính lấy theo Plants of the World Online.
- Oxalis acetosella – Chua me núi, me đất chua, chua me đất thường.[10]
- Oxalis adenophylla – Chua me đất Chile, cỏ ba lá bạc.
- Oxalis albicans – Chua me đất lông, chua me đất trắng, chua me đất rễ cải củ, chua me đất vàng rễ cải củ, chua me đất vàng California.
- Oxalis alpina – Chua me đất núi cao.
- Oxalis ambigua
- Oxalis amblyosepala
- Oxalis arenaria

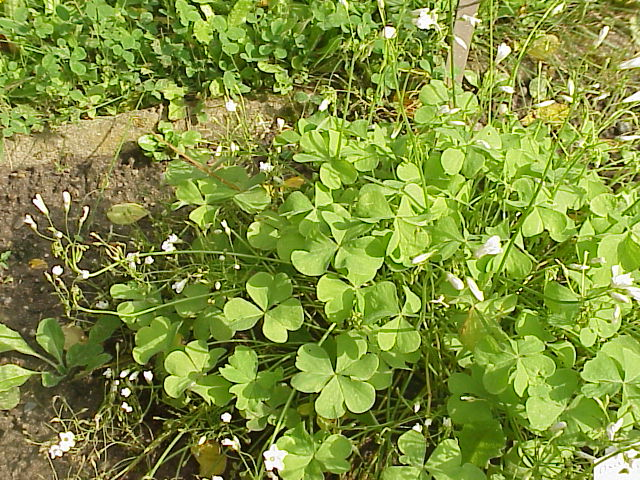
Oxalis articulata – Chua me đất hồng, chua me đất trắng, chua me đất đỏ.
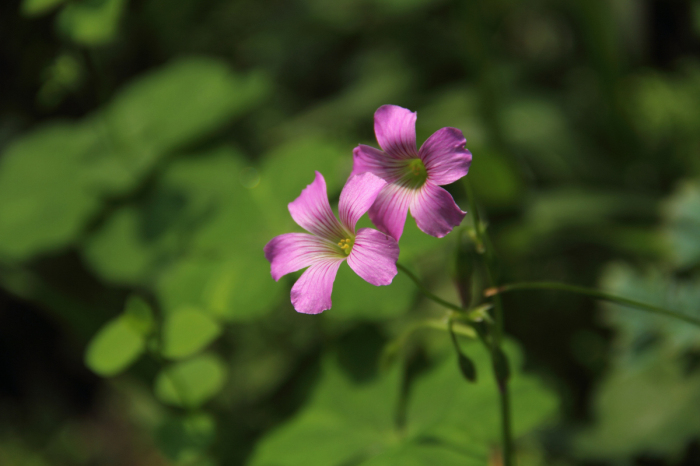
Oxalis ausensis
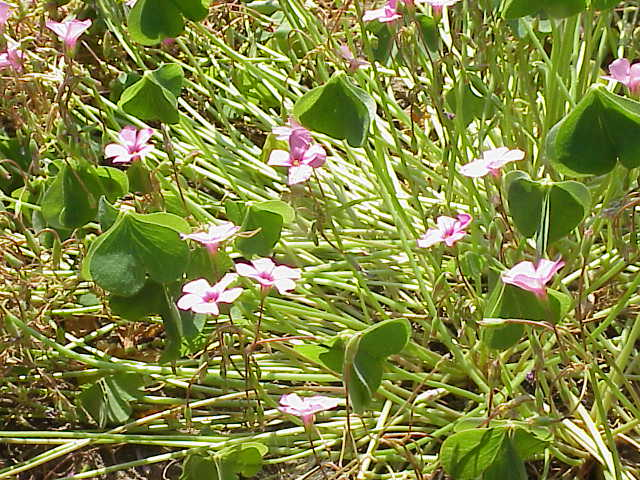
Oxalis articulata subsp. rubra

- Oxalis barrelieri – Chua me đất oải hương.
- Oxalis bowiei – Chua me đất Bowie, cỏ ba lá Cape.
- Oxalis brasiliensis
- Oxalis bulbocastanum
- Oxalis caerulea – Chua me đất lam.
- Oxalis caprina
- Oxalis callosa
- Oxalis chnoodes
- Oxalis commutata
- Oxalis compressa
- Oxalis comptonii
- Oxalis convexula
- Oxalis corniculata – Chua me đất hoa vàng, chua me ba chìa, chua me, rau chua me, me đất, chua me đất bò, chua me đất hoa vàng trườn, người đẹp ngủ, chichoda bhaji (tên gọi tại Ấn Độ).[10]
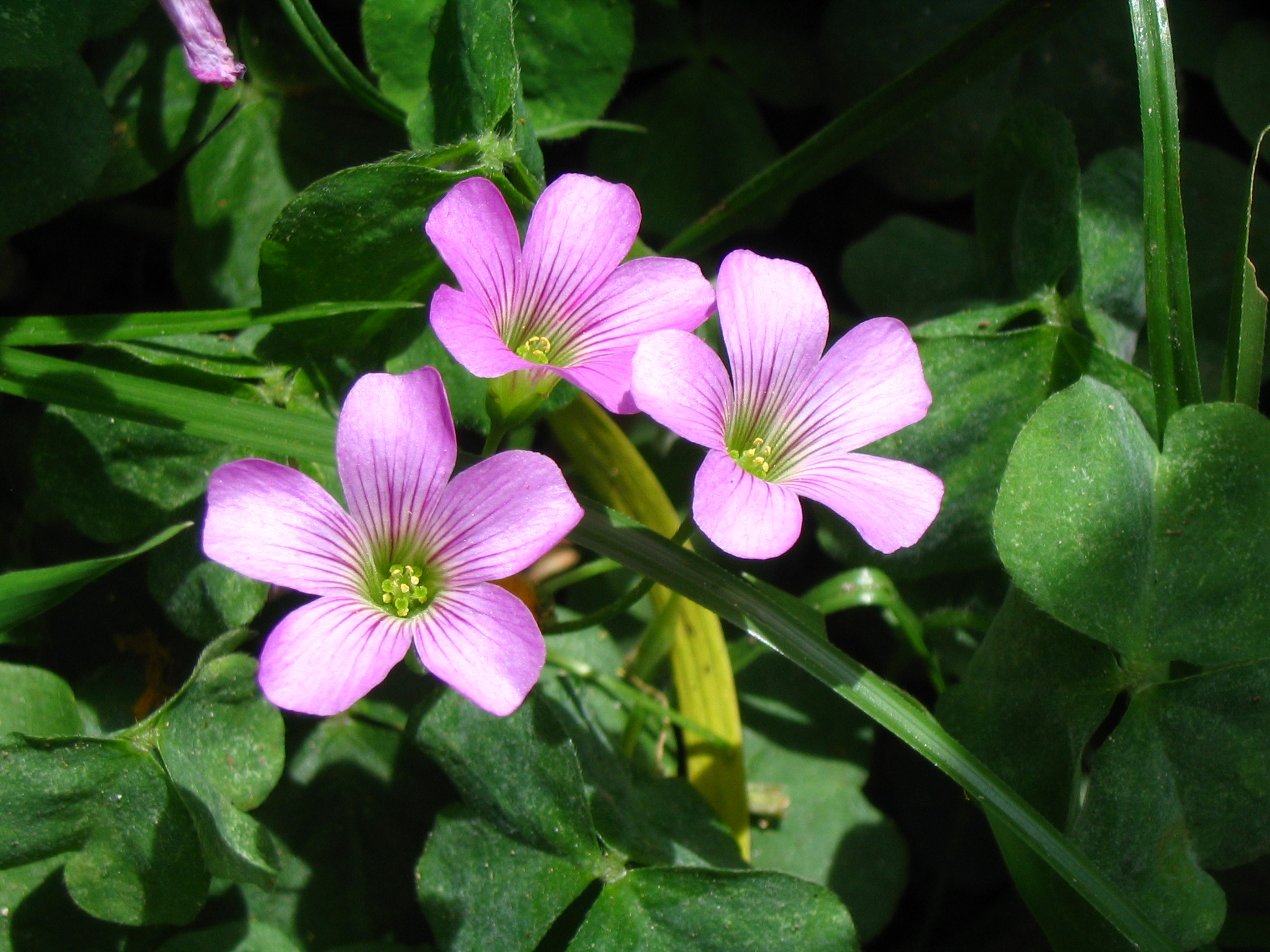
Oxalis debilis – Chua me đất hoa đỏ, me đất hường, rau bo chua me.
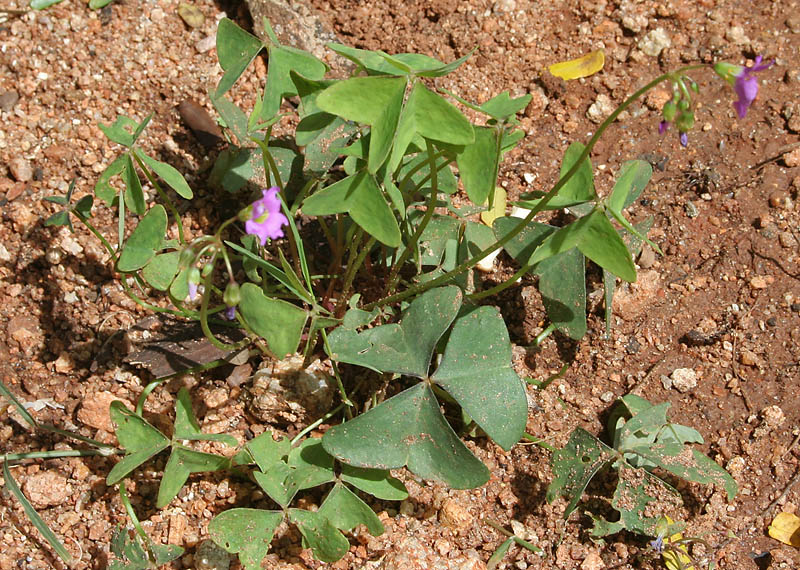
Oxalis decaphylla – Chua me đất hồng mười lá, chua me đất mười lá.
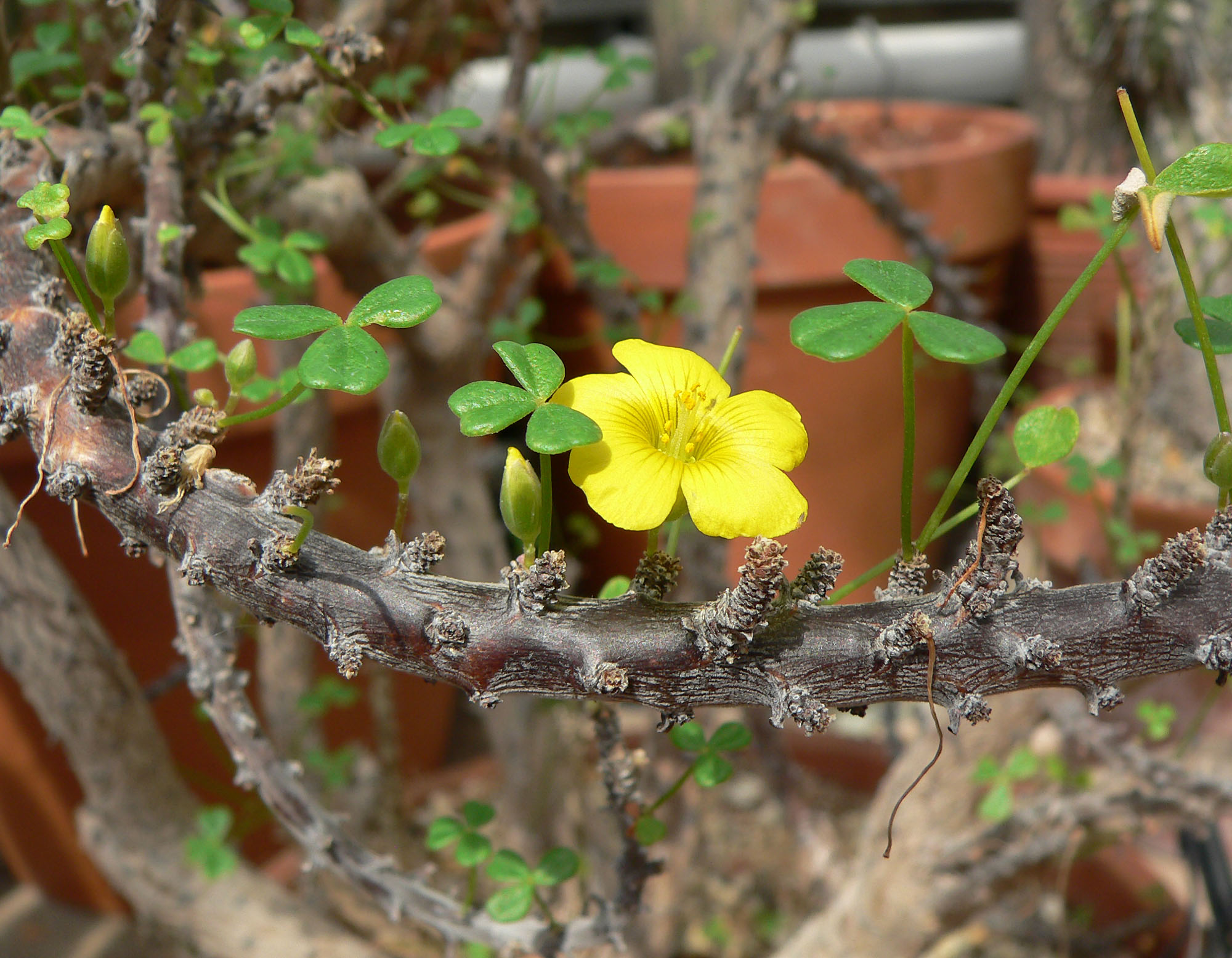
Oxalis dehradunensis
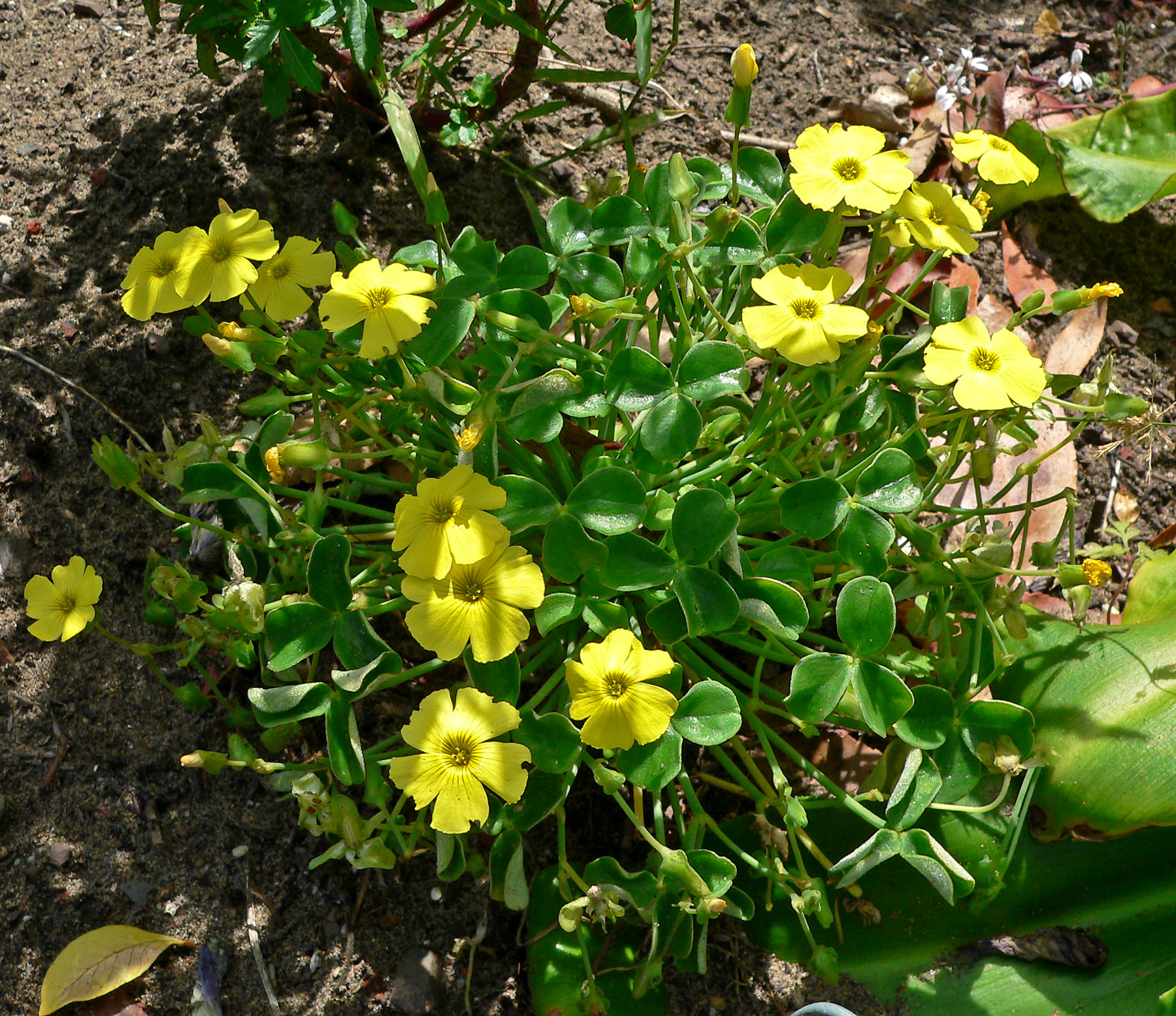
Oxalis depressa
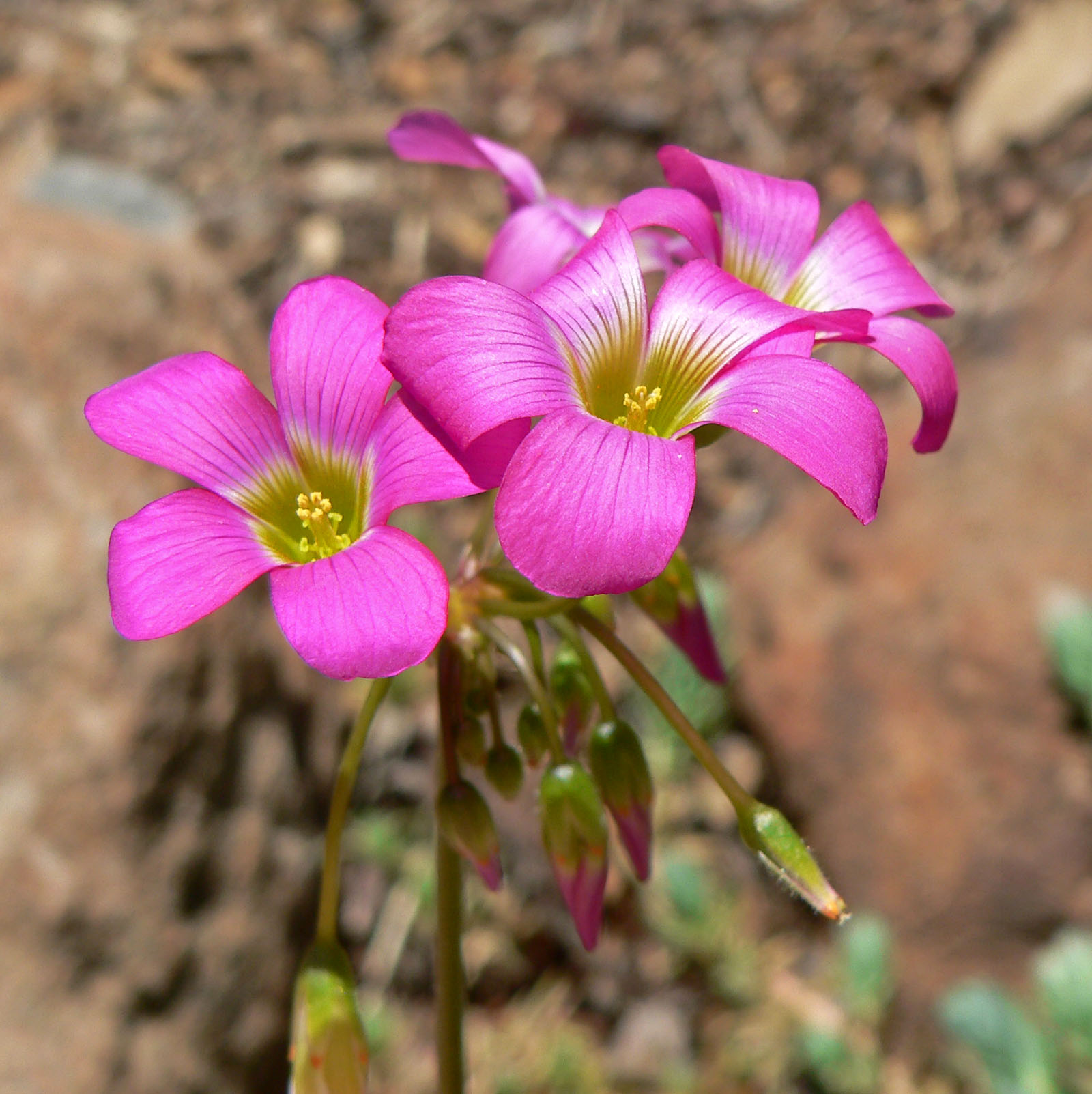
Oxalis dichondrifolia – Chua me đất lá mẫu đơn.
- Oxalis dillenii – Chua me đất vàng phương nam, chua me đất Dillen, chua me vàng Sussex.
- Oxalis drummondii – Chua me đất Drummond, chua me chevron.
- Oxalis ecuadorensis
- Oxalis engleriana
- Oxalis enneaphylla – Chua me đất cỏ scorbut.
- Oxalis exilis – Chua me vàng nhỏ.
- Oxalis flava
- Oxalis florida
- Oxalis fourcadei
- Oxalis frutescens – Chua me bụi.
- Oxalis giftbergensis
- Oxalis glabra – Lá ngón tay.
- Oxalis glauca
- Oxalis goniorhiza
- Oxalis grandis – Chua me vàng lớn, chua me đất vàng lớn.
- Oxalis griffithii
- Oxalis hedysaroides – Dương xỉ lửa.
- Oxalis hirta – Chua me lông.
- Oxalis hygrophila
- Oxalis illinoensis – Chua me đất Illinois.
- Oxalis inaequalis
- Oxalis incarnata – Chua me hồng nhạt.
- Oxalis laciniata
- Oxalis lasiandra – Cỏ ba lá Mexico.
- Oxalis latifolia – Chua me hồng vườn, chua me đất Egger.
- Oxalis laxa – Chua me đất lùn.
- Oxalis livida
- Oxalis luederitzii
- Oxalis luteola
- Oxalis macrantha – Chua me vàng chùm.
- Oxalis macrocarpa
- Oxalis magellanica
- Oxalis magnifica – Chua me đất giọt tuyết.
- Oxalis magnifolia
- Oxalis massoniana
- Oxalis megalorrhiza – Chua me vàng béo.
- Oxalis meisneri
- Oxalis melanosticta
- Oxalis metcalfei
- Oxalis montana – Chua me đất núi, chua me trắng.
- Oxalis monticola
- Oxalis namaquana
- Oxalis natans
- Oxalis nelsonii – Chua me Nelson.
- Oxalis nigrescens
- Oxalis obliquifolia
- Oxalis obtusa
- Oxalis oculifera
- Oxalis oligophylla
- Oxalis oregana – Chua me gỗ đỏ, chua me Oregon.
- Oxalis ortgiesii – Chua me đuôi cá.
- Oxalis palmifrons
- Oxalis pardalis
- Oxalis pennelliana
- Oxalis perennans
- Oxalis peridicaria
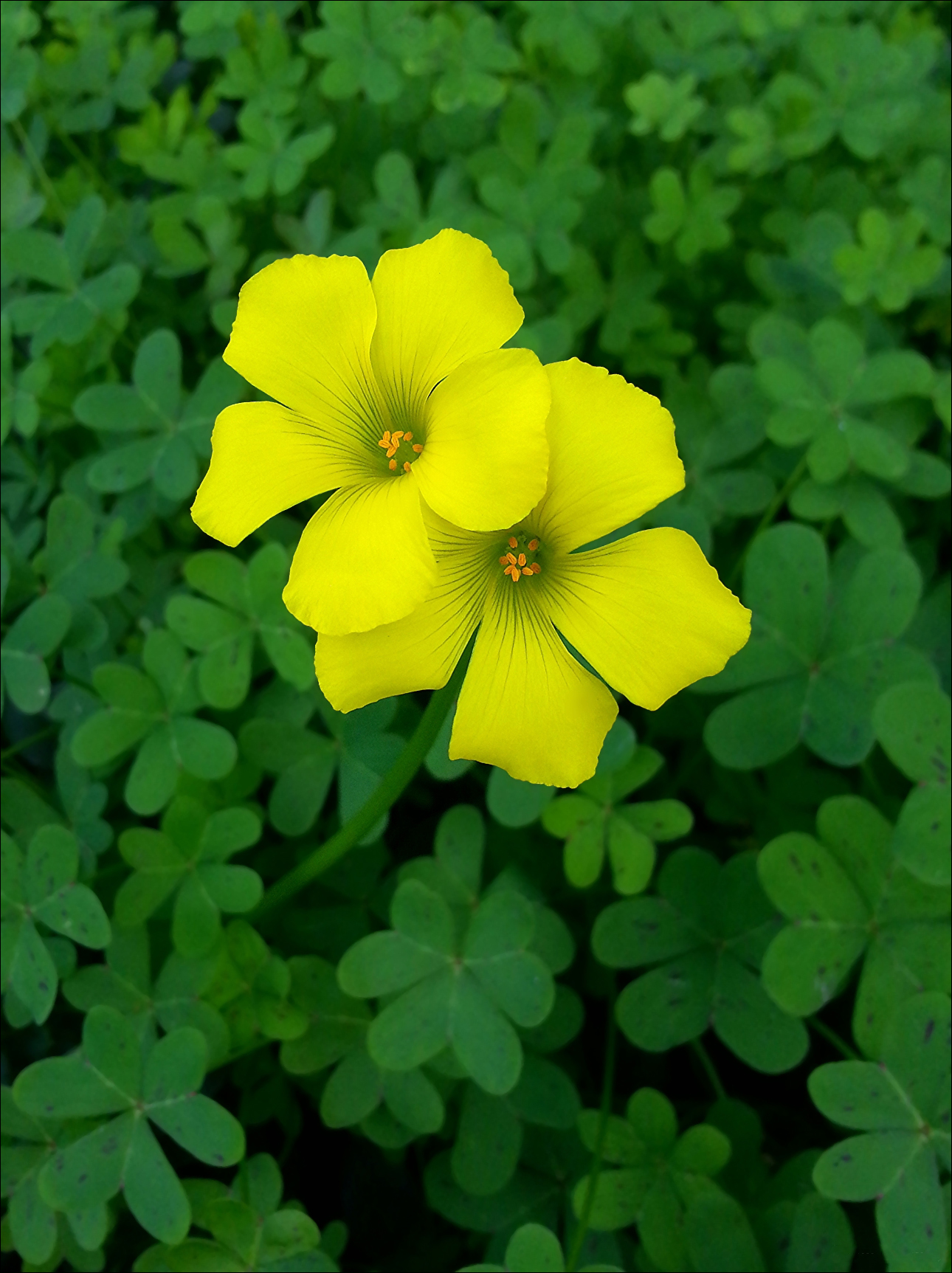
Oxalis pes-caprae – Mao lương Bermuda, chua me đất châu Phi, chua me Bermuda, chua me mao lương, chua me Cape, cỏ Anh, cỏ chua, cỏ chân dê.
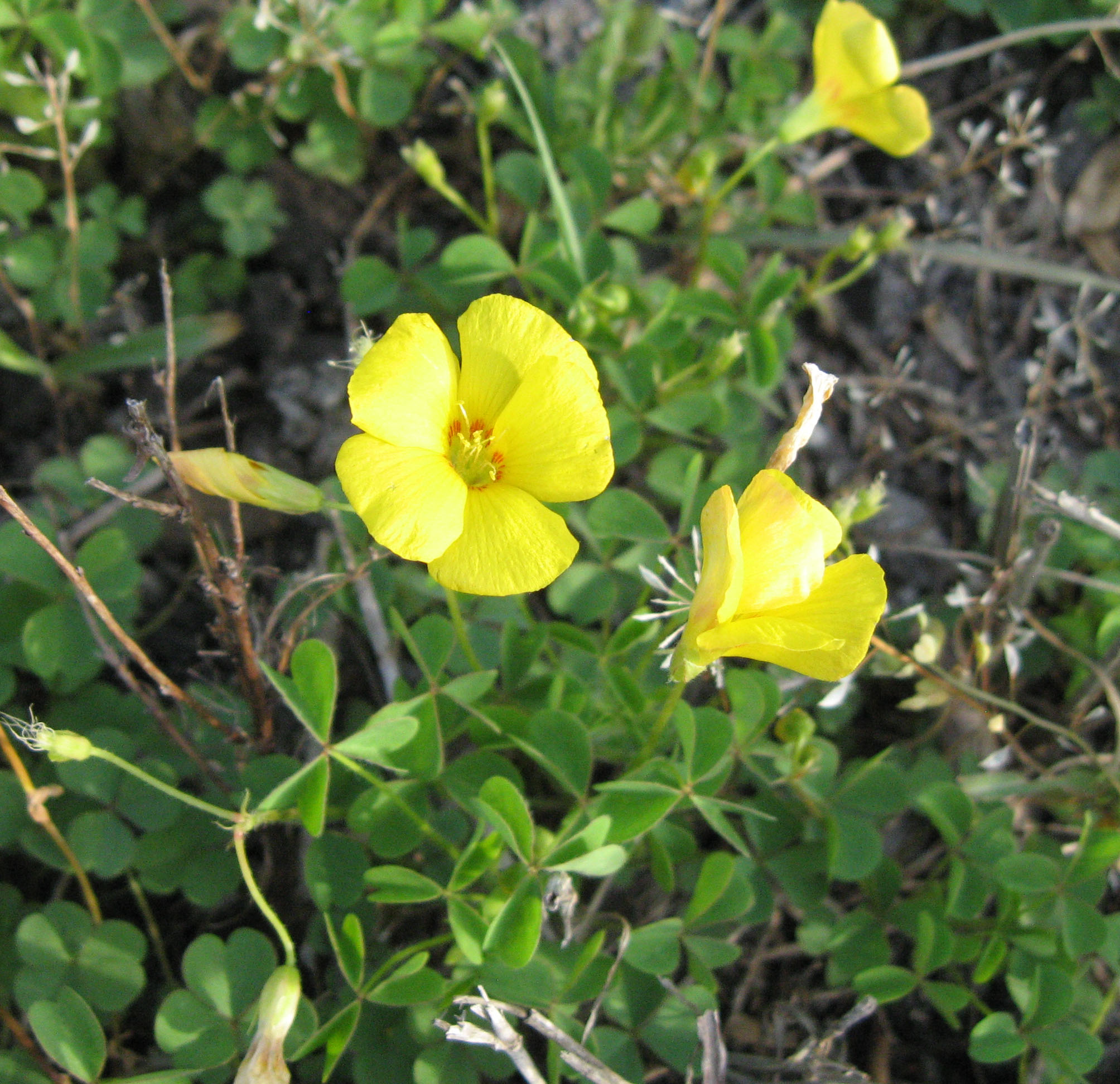
Oxalis pilosa
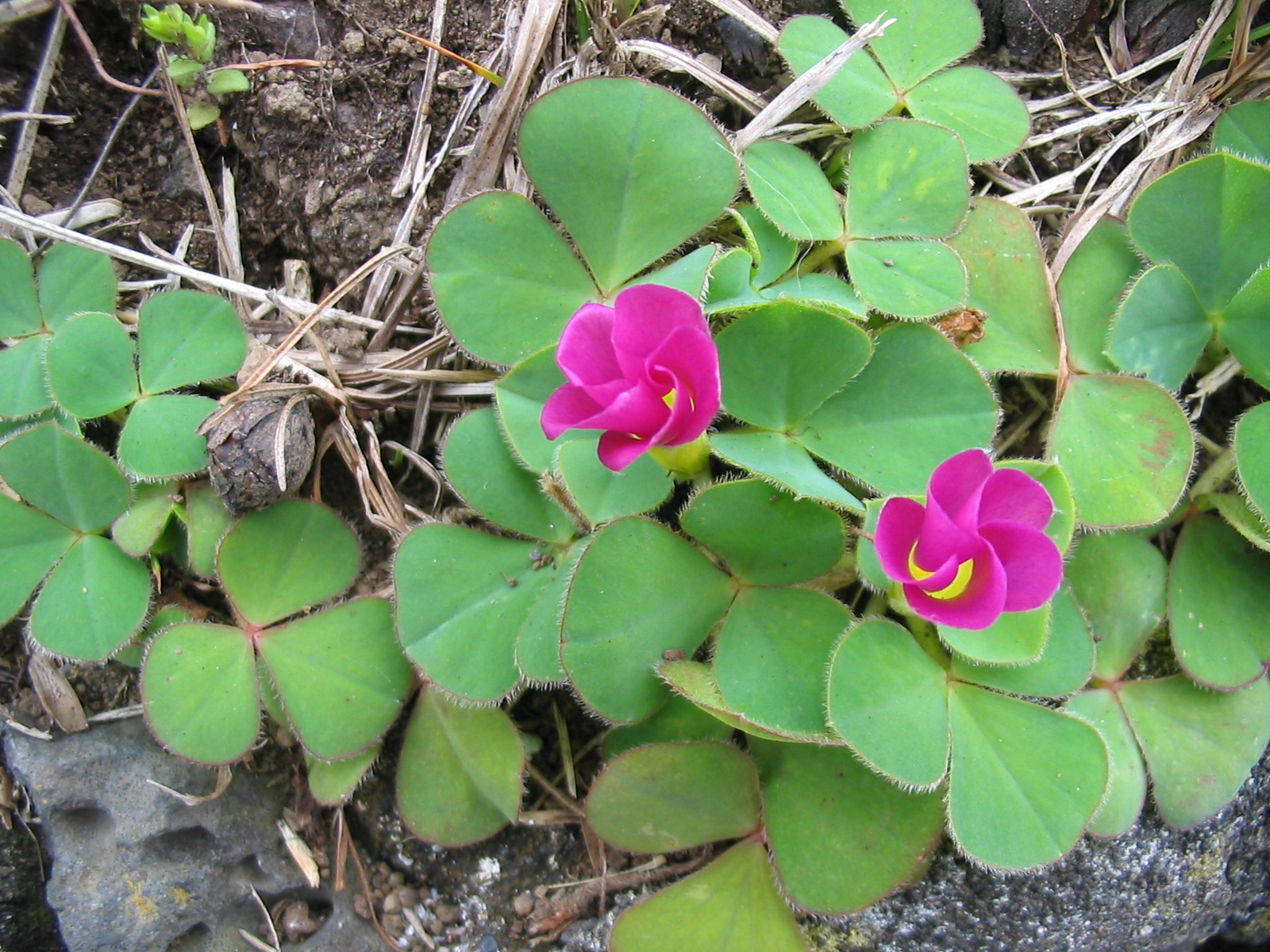
Oxalis polyphylla
- Oxalis puberula
- Oxalis purpurea – Chua me đất tía.
- Oxalis rosea – Chua me hồng một năm.
- Oxalis rugeliana – Coamo
- Oxalis schaeferi
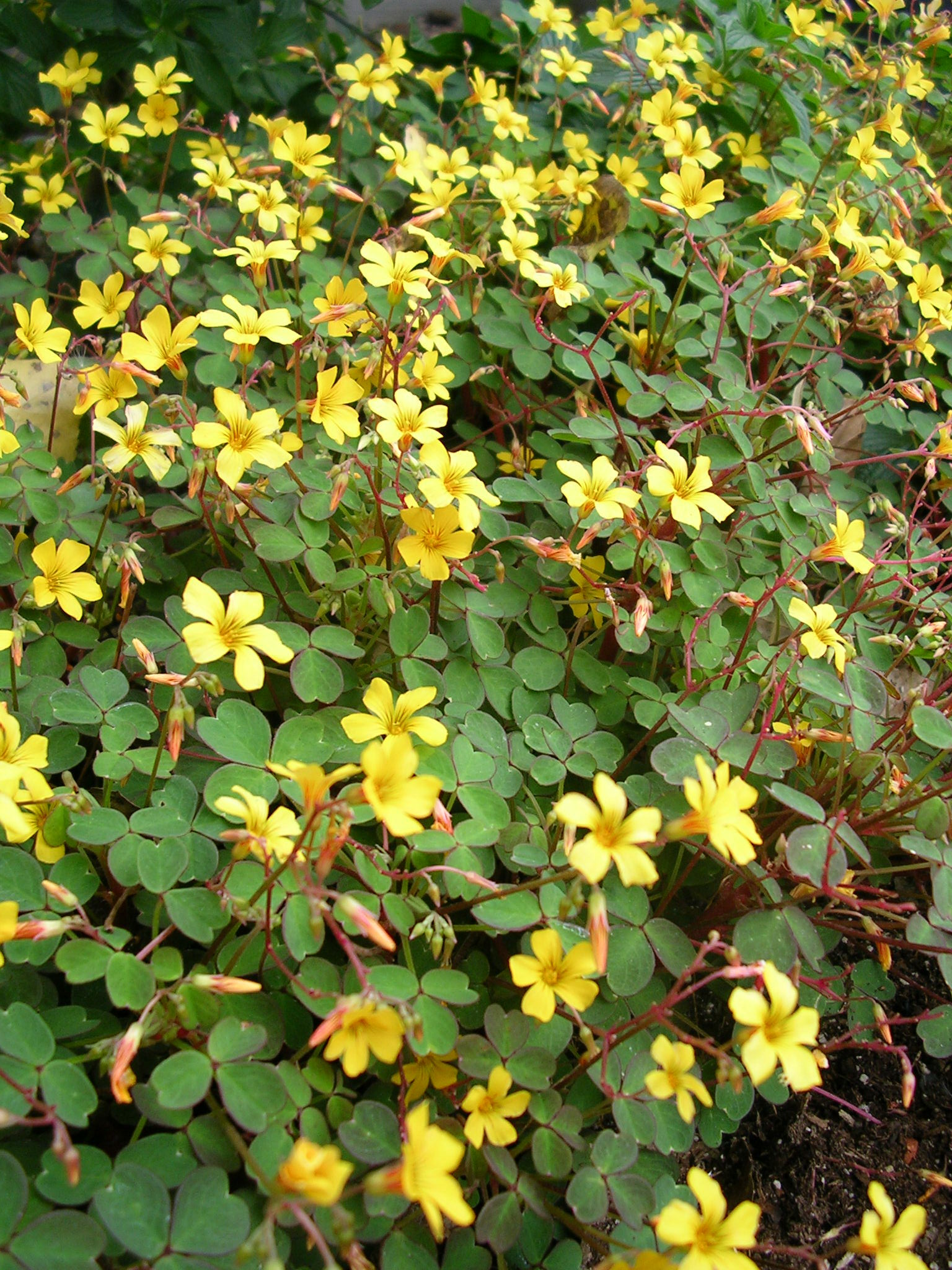
Oxalis spiralis – Chua me xoắn, chua me núi lửa, chua me nhung.
- Oxalis squamata
- Oxalis stricta[11] – Chua me đất vàng thường, chua me vàng thường, chua me vàng mọc thẳng, cỏ ba lá chanh, chua me đất vàng, cỏ chua, cây chua.
- Oxalis suksdorfii –Chua me đất vàng miền tây.
- Oxalis tenuifolia
- Oxalis texana
- Oxalis tetraphylla – Me đất đỏ, me đất hồng bốn lá, chua me bốn lá, chua me thập tự sắt, cỏ ba lá may mắn. Không là loài bản địa nhưng đã du nhập vào Việt Nam.[10]
- Oxalis thompsoniae
- Oxalis tomentosa
- Oxalis triangularis – Cỏ ba lá tía, cỏ ba lá giả, cây tình yêu.
- Oxalis trilliifolia – Chua me đất lớn, chua me đất ba lá.
- Oxalis tuberosa – Oca, oka, khoai mỡ New Zealand.
- Oxalis valdiviensis – Chua me vàng Chile.
- Oxalis versicolor – Chua me đất kẹo ba toong.
- Oxalis virgosa
- Oxalis violacea – Chua me đất tím.
- Oxalis zeekoevleyensis

## Sử dụng

### Thực phẩm

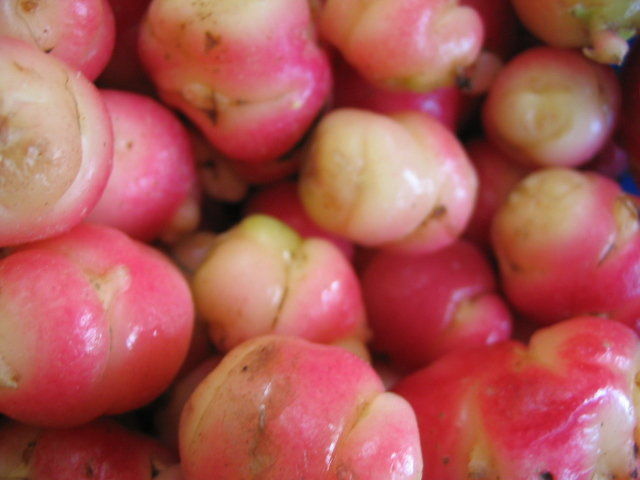
Một vài củ oca (O. tuberosa).

Các củ nhiều bột, mọng nước và ăn được của oca (O. tuberosa) đã được gieo trồng và thu hoạch lâu đời tại Colombia và một số nơi khác ở miền bắc dãy núi Andes ở Nam Mỹ để làm lương thực. Nó cũng được trồng và bán ở New Zealand như là "khoai mỡ New Zealand" (mặc dù nó không phải là củ khoai mỡ thật sự), và các chủng có sẵn hiện nay có củ màu vàng, cam, vàng mơ, hồng, cũng như màu đỏ-cam truyền thống.
Lá của Oxalis enneaphylla cũng từng được các thủy thủ ăn khi họ đi thuyền vòng quanh Patagonia để làm nguồn vitamin C chống bệnh thiếu vitamin C.
Tại Ấn Độ, lá của Oxalis corniculata cũng được ăn theo mùa, bắt đầu từ tháng 12 hay tháng 1 hàng năm. Người Bodo ở đông bắc Ấn Độ đôi khi nấu món cà ri cá với lá của loài chua me đất này. Lá khô của O. acetosella đôi khi cũng được dùng để pha trà để có hương vị chanh.

### Nguồn axit oxalic

Axit oxalic, một độc tố tìm thấy trong nhiều loài chua me đất và các loài thực vật ăn được khác.

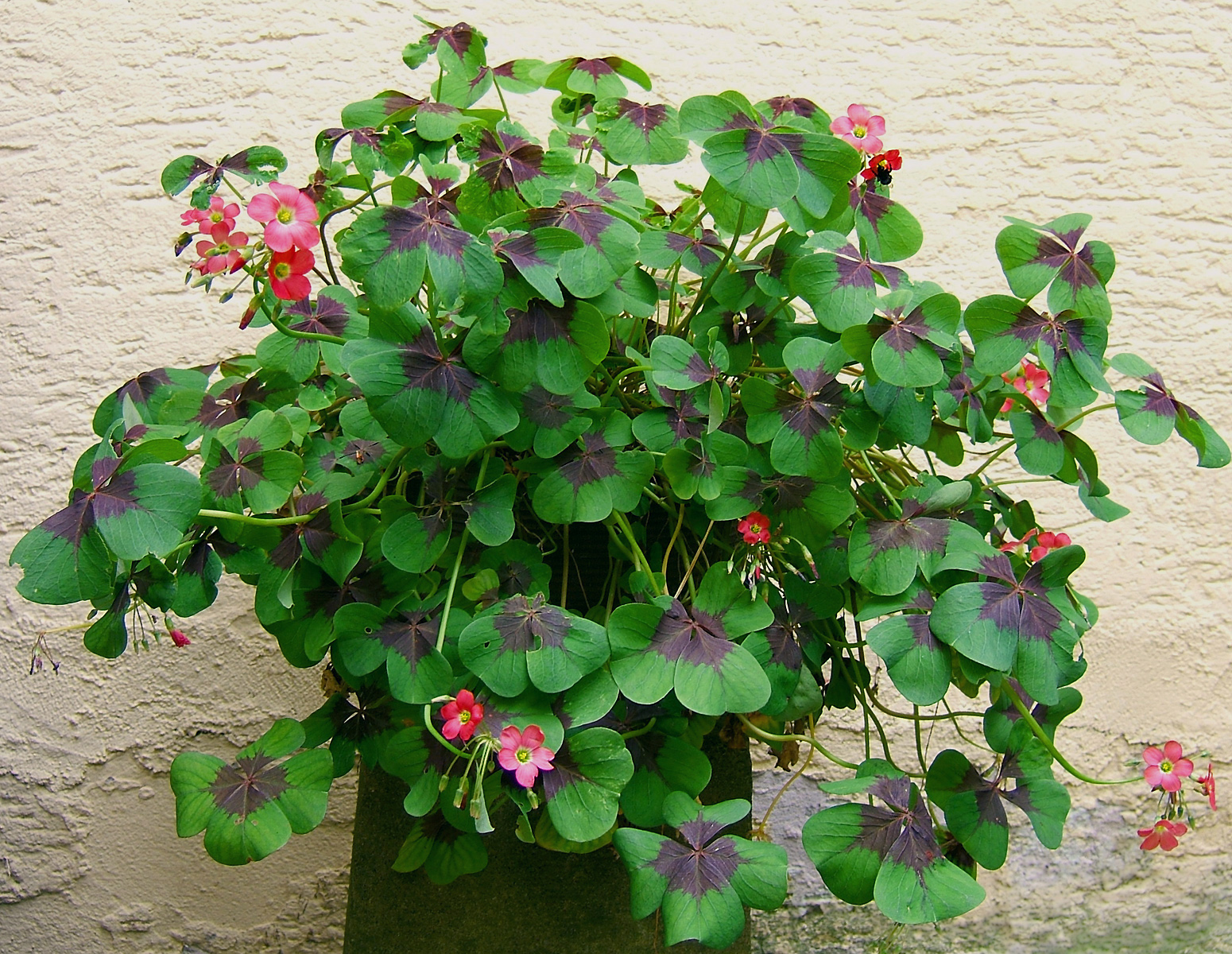
Chua me đất bốn lá (O. tetraphylla) được trồng trong chậu.

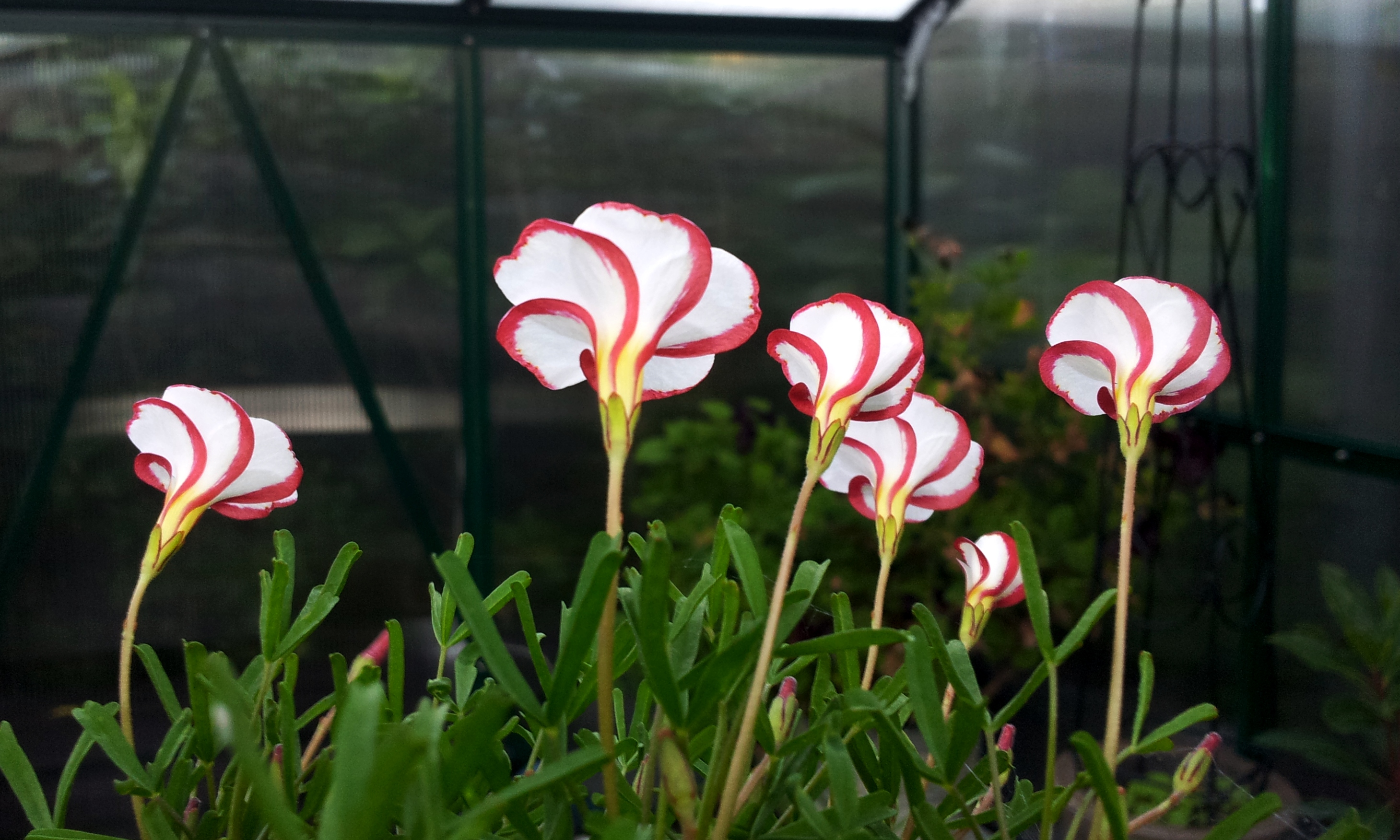
Oxalis versicolor (chua me kẹo ba toong) trồng tại New Zealand.